# Ton Pronk
Anton Pronk dit Ton Pronk, né le 21 mai 1941 et mort le 26 août 2016 de la maladie de Charcot, est un footballeur des Pays-Bas qui a joué comme défenseur pour le compte de l'Ajax Amsterdam dans les années 1960 puis pour le FC Utrecht au début des années 1970. Il est membre du Club van 100.

## Biographie

### En club
Ton Pronk joue pendant 10 saisons en faveur de l'Ajax Amsterdam. Il évolue ensuite pendant quatre ans avec le FC Utrecht.
Il dispute un total de 320 matchs en première division néerlandaise, inscrivant sept buts. Il joue également 16 matchs en Coupe d'Europe des clubs champions, deux en Coupe des villes de foires, et deux en Coupe des coupes.
Il remporte avec l'Ajax quatre titre de champion, et trois coupes nationales. Il atteint avec l'Ajax la finale de la Coupe d'Europe des clubs champions en 1969, en étant battu par le club italien du Milan AC.

### En équipe nationale
Ton Pronk reçoit 19 sélections en équipe des Pays-Bas entre 1961 et 1969, sans inscrire de but.
Il joue son premier match en équipe nationale le 14 mai 1961, contre l'Allemagne de l'Est. Cette rencontre qui se solde par un match nul 1-1 à Leipzig rentre dans le cadre des éliminatoires du mondial 1962. Il reçoit sa dernière sélection le 7 mai 1969, contre la Pologne. Ce match gagné 1-0 à Rotterdam rentre dans le cadre des éliminatoires du mondial 1970.

## Palmarès
Avec l'Ajax Amsterdam
- Champion des Pays-Bas (4)
  - Champion : 1966, 1967, 1968 et 1970
  - Vice-champion : 1961, 1963, 1969

- Coupe des Pays-Bas (3)
  - Vainqueur : 1961, 1967 et 1970
  - Finaliste : 1968

- International football cup (1)
  - Vainqueur : 1962

- Coupe d'Europe des clubs champions (0)
  - Finaliste : 1969